# Homenaje a Cataluña
Homenaje a Cataluña (en inglés Homage to Catalonia) es un libro con el relato personal de George Orwell sobre su experiencia durante la guerra civil española, escrito en primera persona. La primera edición fue publicada en 1938. Orwell sirvió como soldado raso y como oficial en partes de Cataluña y Aragón desde diciembre de 1936 hasta junio de 1937, cuando tras los sucesos de mayo de 1937, el partido político en el que se encontraba, el POUM, un partido comunista antiestalinista dirigido por Andreu Nin, fue declarado organización ilegal y se vio forzado a huir o enfrentarse al encarcelamiento.

## Argumento
Orwell estuvo como miliciano del POUM en Cataluña desde el 26 de diciembre de 1936 hasta el 23 de junio de 1937, durante la guerra civil española, y muestra la represión de la que fueron objeto los militantes del POUM por parte de los sectores estalinistas del gobierno republicano.[cita requerida]
En ella, Orwell narra su llegada a una Barcelona que bulle en los últimos días de 1936 en la revolución libertaria, expresando su admiración por la misma en largos párrafos de su texto, con el fin de integrarse a una unidad combatiente del POUM y evitar integrarse como miliciano en las Brigadas Internacionales (con cuyo liderazgo mayormente comunista no simpatizaba Orwell). [cita requerida]
Pese a mantenerse como un marxista revolucionario dentro del POUM, Orwell no oculta su admiración sobre la forma en que los anarquistas de Barcelona controlan los espacios públicos de una ciudad tan vasta, y cómo la administran siguiendo sus principios libertarios, modificando costumbres cotidianas y hábitos de vida entre la población civil, para establecer incluso en esos ámbitos el anarquismo. Luego Orwell narra su vida en el frente desde enero (Alcubierre) a mayo de 1937, cuando el 20 de mayo es herido en el frente de Aragón por un fusilero sublevado y es enviado de vuelta a Barcelona.[cita requerida]
En ese momento Orwell dice estar muy molesto al notar cómo la situación de los anarquistas se va degradando progresivamente, hasta regresar al statu quo de una Barcelona dominada por el autoritarismo estalinista del Partido Comunista de España, y donde los principios libertarios de 1936 han sido suprimidos. Enterado de la persecución del POUM tras los sucesos de mayo de 1937, persecución que el autor considera ampliada contra trotskistas y anarquistas, y en general contra cualquier atisbo de crítica, Orwell dice temer por su vida y abandona España en el mes de junio, no sin pena.[cita requerida]

## Influencia posterior
El libro de Orwell influyó decididamente en algunos intelectuales destacados como Noam Chomsky, que ha declarado que es uno de sus libros favoritos:
Los veteranos anarquistas del exilio republicano también alabaron la obra de Orwell como crónica fiel de los días en que los comités libertarios dominaban la vida diaria de Barcelona. No obstante, cuando Orwell volvió a Gran Bretaña y pretendió publicar el Homenaje a Cataluña, halló la hostilidad de numerosos intelectuales que apoyaban a la República Española pues éstos consideraban perjudicial para su causa revelar la profunda desavenencia entre comunistas y anarquistas dentro del bando republicano. [cita requerida]
Asimismo, Orwell debió sortear la abierta hostilidad de intelectuales afectos a la Unión Soviética o con simpatías comunistas, que le condenaron por expresar francas críticas al PCE y a sus actividades en Cataluña, al punto que Victor Gollancz (editor de textos de autores de izquierda en Gran Bretaña) rechazó enérgicamente publicar este libro en concreto, motivo por lo cual Orwell cambia ya de editor.
Asimismo, New Statesman, tras comprobar que un artículo suyo trata de la supresión del POUM, le informa que no lo pueden publicar, aunque ofrecen compensarle por el trabajo y le ofrecen otros encargos. Cabe advertir que, pese a su desencanto con las tácticas del gobierno republicano para sofocar la revolución libertaria, Orwell siempre proclamó que seguía considerándose un socialista tras su experiencia en España, aunque alimentó desde entonces una completa aversión hacia el autoritarismo de la URSS.[cita requerida]
En un artículo publicado en 2018, el historiador Paul Preston argumenta que Homenaje a Cataluña «exhibe una escasa comprensión de la política española o catalana y no presenta un análisis creíble de la más amplia política de la guerra y, en particular, de sus determinantes o condicionantes internacionales». Según este autor, Orwell habría presentado opiniones sesgadas del entorno anarquista y poumista, pero sin mencionar a su vez la contribución de Franco, Hitler, Mussolini o los gobiernos británico, francés y estadounidense al desarrollo de la guerra en España. Concluye que «la visión que contiene el libro es con frecuencia errónea porque está fundamentada en una información insuficiente y prejuicios», en parte debido a su ignorancia del contexto real de la guerra.